# Майнберг (замок)
Майнберг (нем. Schloss Mainberg) — средневековый замок в Нижней Франконии на берегу реки Майн недалеко от города Швайнфурт в районе Шонунген, в земле Бавария, Германия.

## История

### Ранний период
Изначально на месте замка Майнберг находилось убежище в виде башни. Предположительно её возвели в X веке (с изменениями она сохранилась до наших дней). Во всяком случае к этому веку относятся первые упоминания об укреплении Майнберг. В значении замок (нем. burg) Майнберг впервые назван гораздо позже, в 1245 году. В то время он принадлежал графу фон Вильдберг.
С 1305 года Майнберг входил в состав графства Хеннеберг, которым управлял Бертольд VII Мудрый. Только к 1394 году после расширений и реконструкций замок мог считаться серьёзной крепостью и полноценной графской резиденцией.  
В 1480–1486 годах герцогиня Маргарет фон Брауншвейг-Вольфенбюттель (1451-1509), вдова графа Вильгельма III фон Хеннеберг-Шлойзинген решила провести новую масштабную реконструкцию Майнберга. Она наняла архитектора из Гейдельберга Филиппа фон Хоештэтт. Именно тогда замок обрёл свой нынешний вид с тремя симметричными фронтонами, которые завершались сверху ступенчатым щипцом. В то время это была вторая по величине резиденция во Франконии после крепости Мариенберг в Вюрцбурге.

### Эпоха Ренессанса
В 1525 году в ходе Крестьянской войны замок был частично разрушен.  
В 1542 году графы фон Хеннеберг-Шлойзинген обменяли замок Майнберг с окружающими землями на город Майнинген, который ранее принадлежал епископу Вюрцбурга Конраду III фон Бибра. 
После секуляризации замок перешёл в собственность властей Баварии. В последующем он неоднократно менял владельцев. Многие из обитателей проводили реконструкции резиденции, делая её более комфортной и современной. 
В течение долгого времени Майнберг был административным центром окрестных земель. Под защитой старого замка возникло поселение, которое также получило имя Майнберг. Дома горожан разместились у самого горного склона, на котором расположилась крепость. 

### XIX и XX века

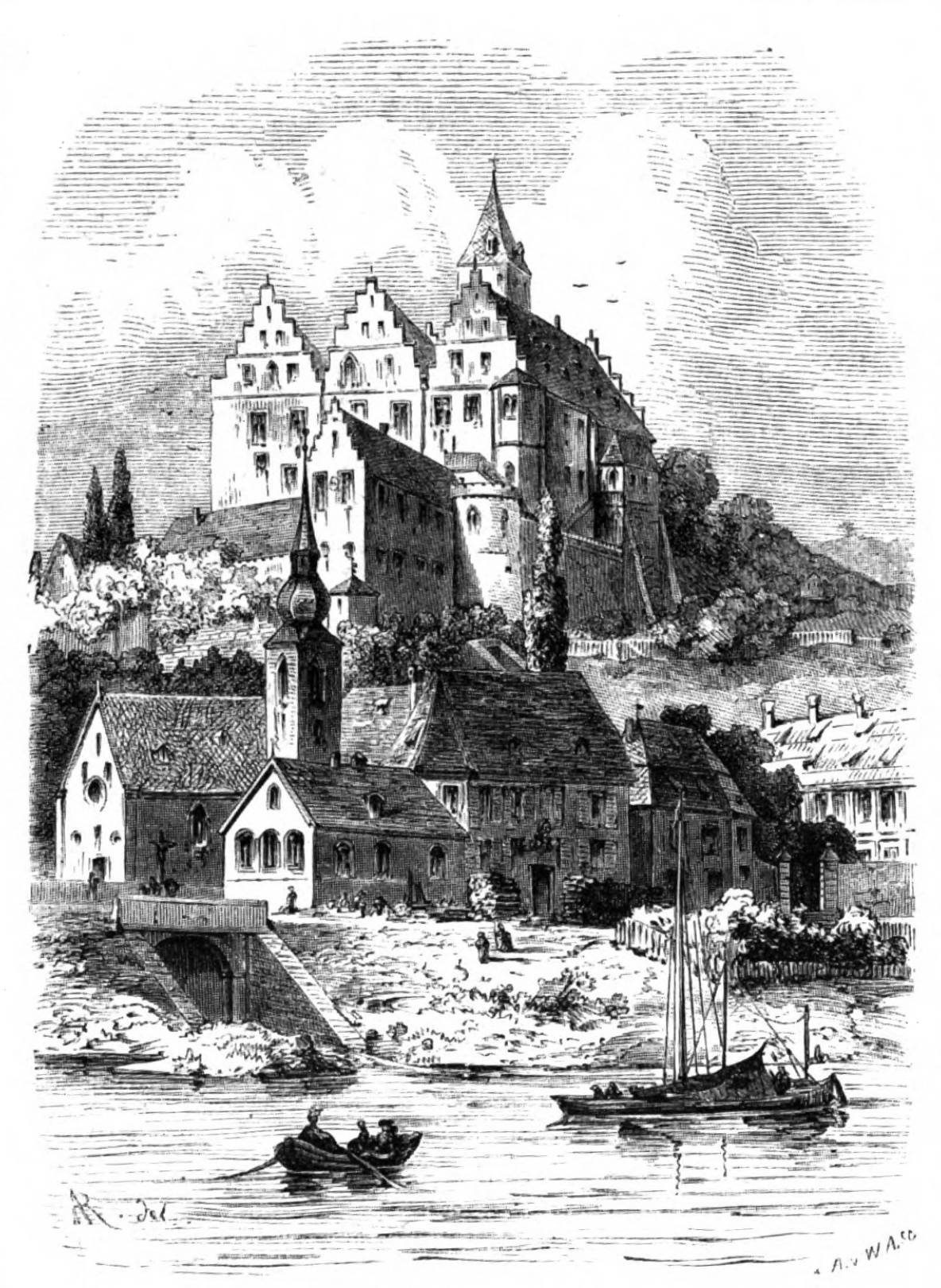
Замок Майнберг на рисунке 1859 года

В 1822 году замок приобрёл богатый фабрикант Вильгельм Заттлер (1794-1859). Он потратил огромные средства на тщательную реставрацию комплекса. Причём многие помещения были восстановлены в том виде, какими были изначально. Заттлер не жалел средств на новые покупки для своей внушительной коллекции произведений искусства. Многие из предметов размещались в Майнберге.  
Через некоторое время после смерти Заттлера его потомки решили продать коллекцию. Бесценные сокровища искусства были распроданы на сенсационном аукционе, который проходил в Берлине с 29 октября по 2 ноября 1901 года в Kunst-Auctions-Haus Рудольфа Лепке. В число выставленных предметов входили шесть скульптур Тильмана Рименшнейдера. 
В 1902 году замок приобрёл крупный промышленник Александр Эрбсле. Сам собственник продолжил проживать в своём замке на воде Рауенталь около Бармена. А Майнберг предоставил в распоряжение известного писателя и протестантского богослова Йоханнеса Мюллера, чтобы тот мог спокойно проживать, думать и творить.  
Позднее в замке проживала Эльза фон Михаэль, урожденная фон Ханиэль, а затем графиня фон Вальдерзее. Это произошло после того, как Мюллер перебрался в замок Эльмау.  
После начала Первой мировой войны в замке Майнберг разместился военный госпиталь. 
В 1915 году замок купил изобретатель и предприниматель Эрнст Закс. После завершения войны он серьёзно изменил интерьеры. Проект в соответствии с модой 1920-х годов подготовил архитектор Франц Ранк. К счастью самые ценные фрагменты интерьеров (в стиле поздней романтики) остались нетронутыми. В 1932 году в Майнбурге родился Гюнтер Закс (внук Эрнста), знаменитый немецкий фотограф, плейбой и мультимиллионер. В 1954 году его отец Вилли Закс продал замок.  
Новым владельцем стал Вильгельм Хегер, предприниматель, собственник компании по производству средств для ухода за волосами. Он превратил Майнберг в штаб-квартиру своей корпорации. Уже в декабре 1957 Хегера обвинили в мошенничестве. Придуманный им тоник для волос не давал никакой пользы. Миллионы покупателей оказались обмануты. Банкротство Хегера привело к тому, что осенью 1960 года власти Германии, пытаясь взыскать с предпринимателя долги по налогам, решили выставить комплекс зданий на торги. Однако в течение 20 лет вопрос о будущем Майнберга не удавалось решить. По разным причинам были отвергнуты планы по использованию зданий для нужд образовательного центра, музея (где можно было бы разместить коллекцию графа Фридриха фон Люксбурга) или гостиницы с рестораном.
Наконец в 1982 году замок приобрёл бизнесмен из Швайнфурта Герхард Айххорн. Он открыл в Майнберге дорогой ресторан и сдавал комплекс в аренду для проведения торжеств, свадеб и корпоративных мероприятий.

## Современное состояние
В 2005 году успешный агент по продаже недвижимости Рената Людвиг вместе с двумя деловыми партнерами купила замок за 550000 евро. Вскоре партнёры вышли из сделки и Людвиг стала единственным владельцем. Первоначально она продолжила следовать концепции, которую воплощал Айххорн. Кроме того комплекс мог стать съёмочной площадкой. В частности в 2007 году в замке снимали эпизоды криминального сериала «Пастор Браун» («Наследие Юнкерсдорфа»). 
С 2006 года на фронтоне замка обнаружились существенные повреждения. В последующие годы проблемы стали ещё серьёзней. Из-за опасности обрушения в 2010 году власти Швайнфурта закрыл территорию форбурга. В декабре 2011 года районные чиновники впервые публично заявили, что внешнюю часть построек «уже невозможно спасти». Кроме того из-за отсутствия системы противопожарной защиты власти Швайнфурта запретили использование главной резиденции для каких-либо целей. 
Весной 2011 года из северной стены главного здания вывалились значительные куски каменной кладки. Из-за аварии с водопроводом, замерзания просочившейся воды и проникающей влаги стены в 2012 году в некоторых помещениях покрылись плесенью. В одной из комнат требовалось удалить паркет из-за заражения грибком. 
Наконец в мае 2016 года после почти трёх лет подготовки архитектурная студия Staib из Вюрцбурга начала составлять план фундаментальной реконструкции Майнберга. Но для собственников смета работ оказалась неподъёмной. В течение последующего времени местные и национальные СМИ неоднократно сообщали о тревожном состоянии замка. В ноябре 2017 года было объявлено, что владельцы замка готовы продать его.

## Галерея

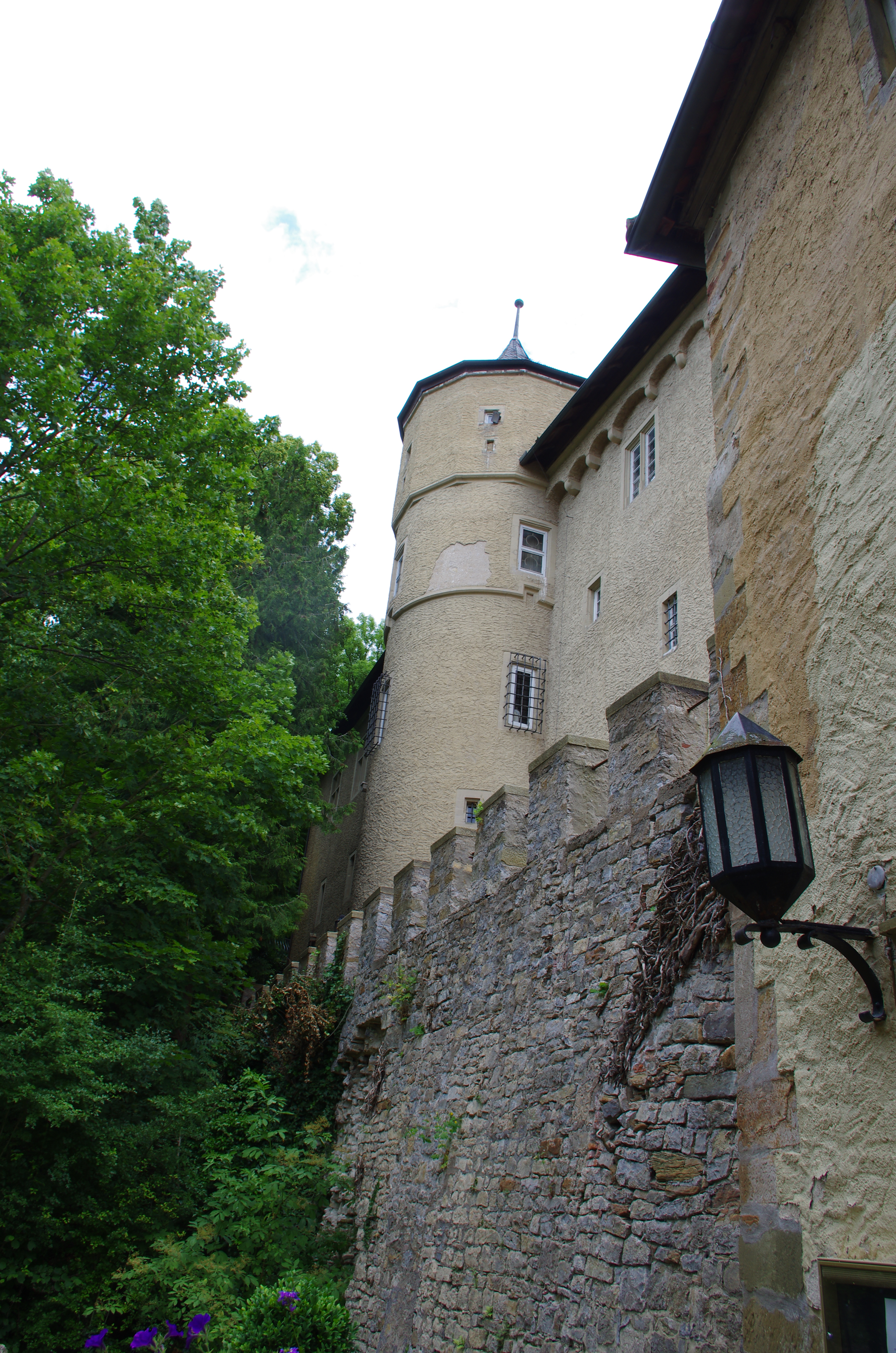
Часть старой стены
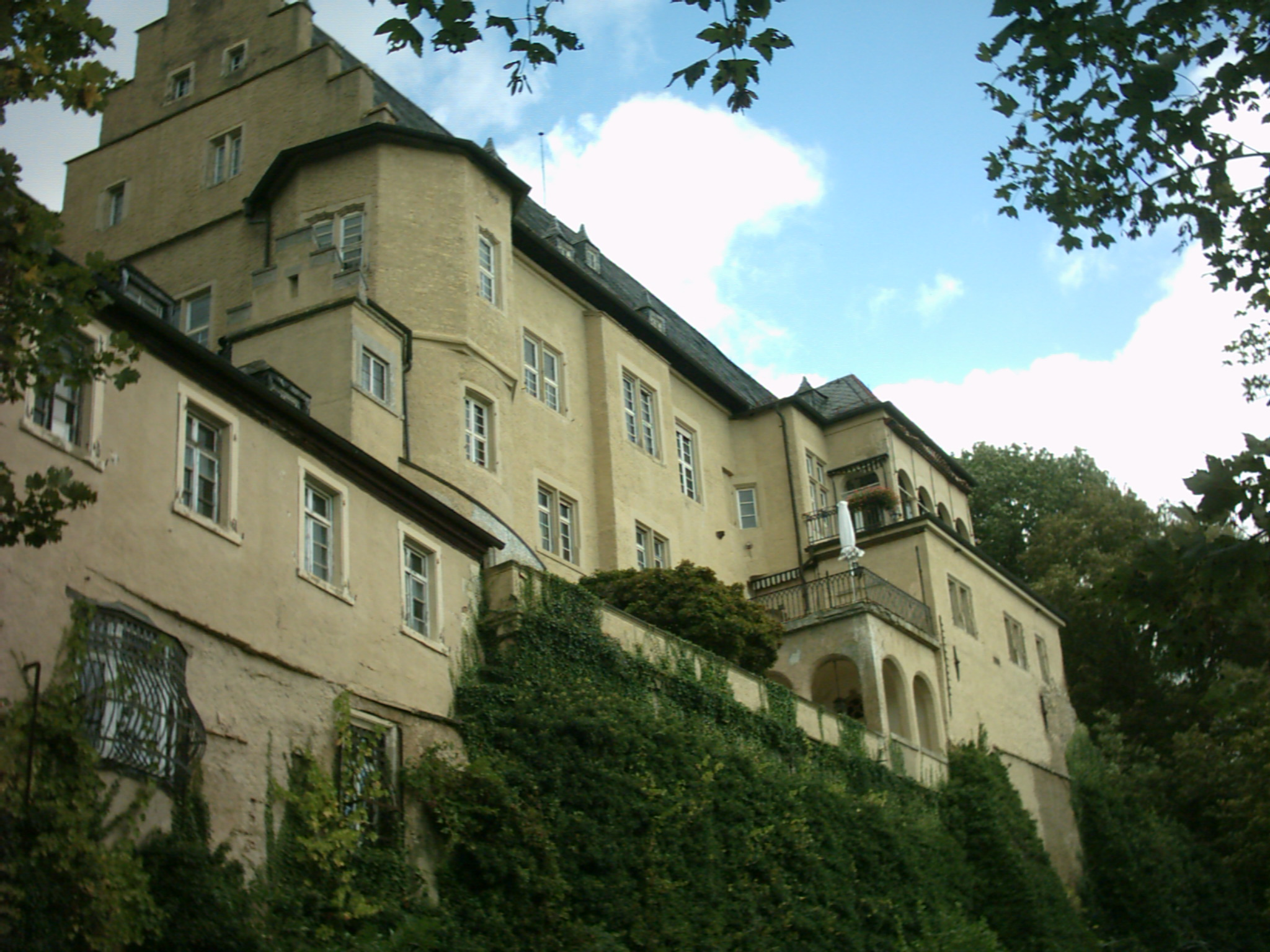
Южный фасад замка
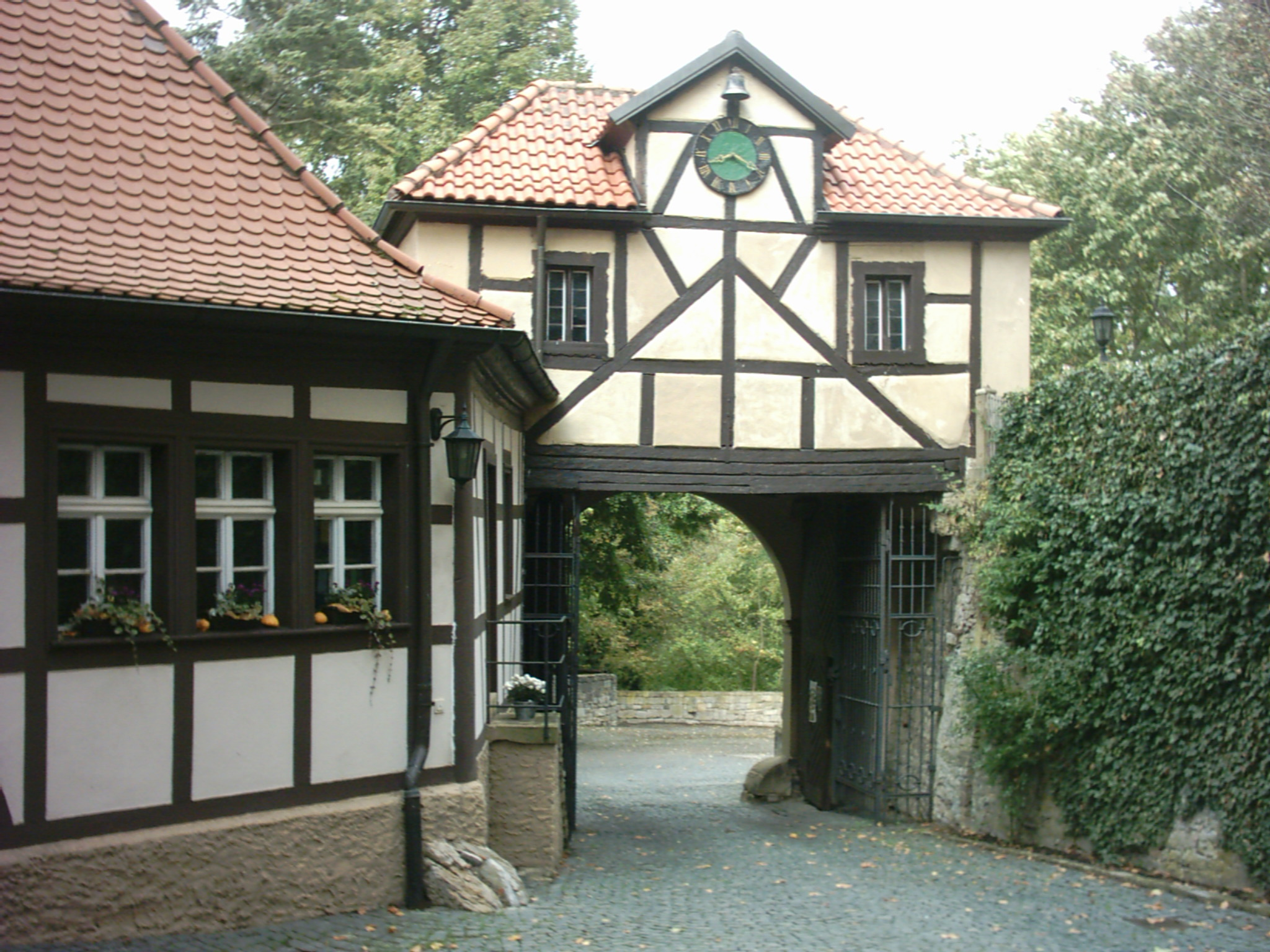
Ворота, ведущие в замок
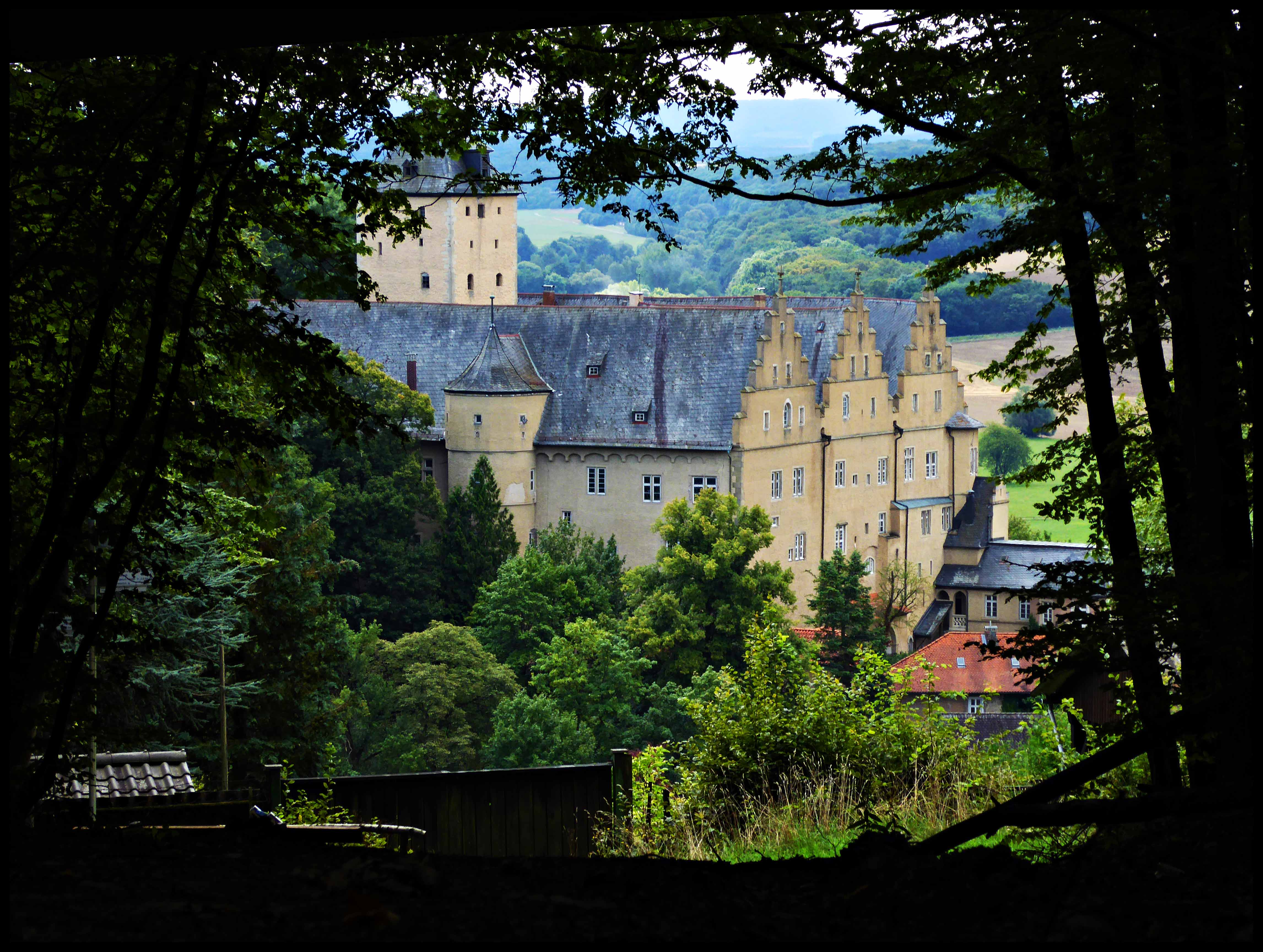
Вид замка с соседнего холма
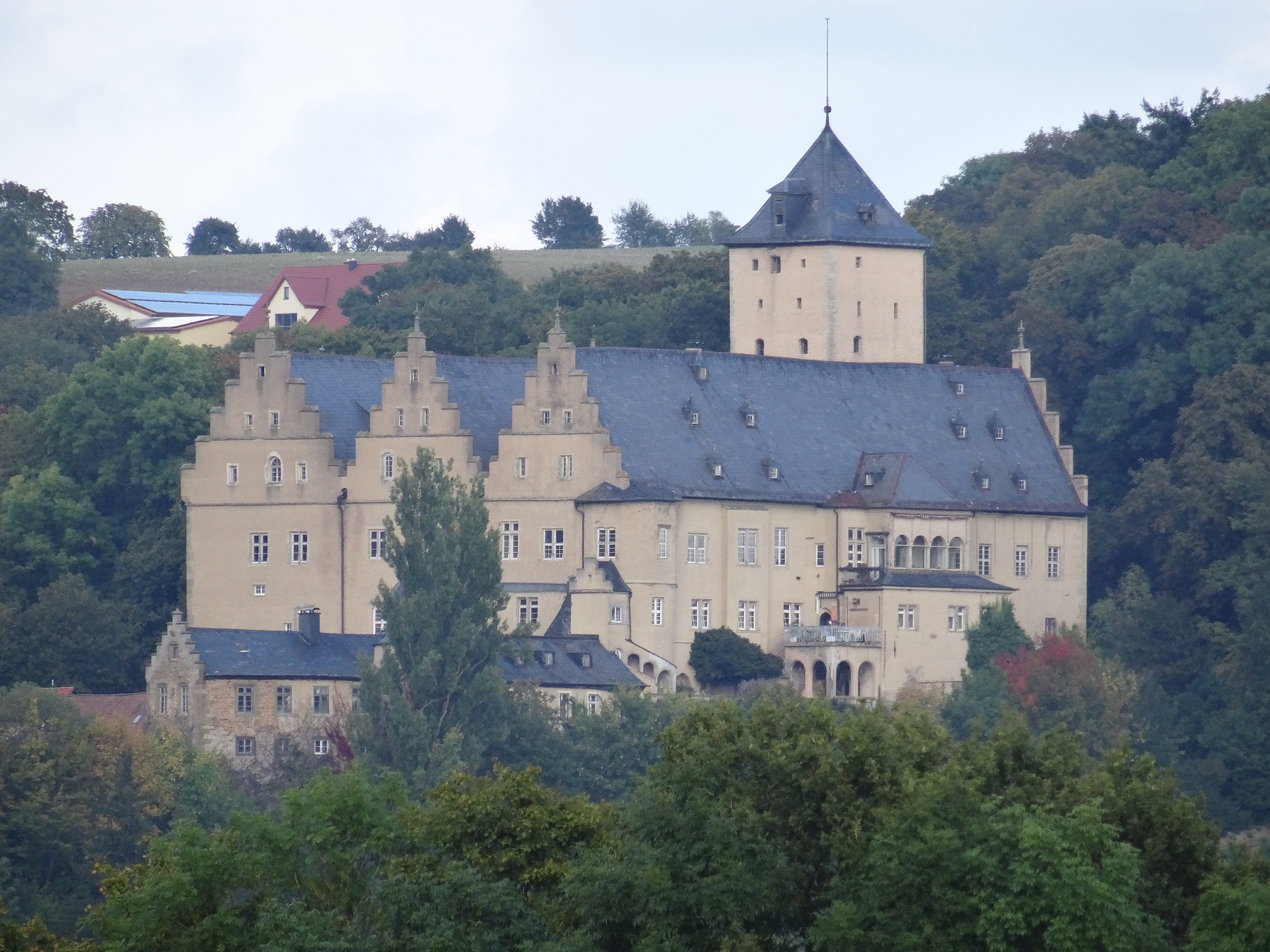
Вид восточного фасада и главной башни